# Roccabella
Die Roccabella ⓘ (vom italienischen rocca für ‚Fels‘) ist ein Berg südöstlich von Bivio im Kanton Graubünden in der Schweiz mit einer Höhe von 2730 m ü. M. Sie bietet eine schöne Aussicht und wird auch mit Ski oft aufgesucht.

## Lage und Umgebung
Die Roccabella gehört zur Gruppe des Piz Lagrev, einer Untergruppe der Albula-Alpen. Der Berg befindet sich vollständig auf Gemeindegebiet von Surses. Die Roccabella wird im Norden durch das Haupttal des Oberhalbsteins, im Westen durch die Tgavretga und im Süden durch das Hochtal Emmat eingefasst.
Zu den Nachbargipfeln gehören Piz Barscheinz und Piz Neir im Norden, Piz Grevasalvas im Süden sowie Piz Materdell, Piz d’Emmat Dadaint und Piz d’Emmat Dadora im Osten. Die Bocchetta d’Emmat verbindet die Roccabella mit dem Piz Materdell.
Der am weitesten entfernte sichtbare Punkt (47° 14′ 57,9″ N, 9° 20′ 35,5″ O) von der Roccabella ist der Säntis auf der Grenze zwischen den Kantonen St. Gallen, Appenzell Innerrhoden und Appenzell Ausserrhoden und ist 92,8 km entfernt.
Talort ist Bivio.

## Routen zum Gipfel

### Sommerrouten

#### Über den Südhang
- Ausgangspunkt: Bivio (1769 m)
- Via: Septimerweg, Cadval, Bocchetta d’Emmat
- Schwierigkeit: B, als Wanderweg weiss-rot-weiss markiert
- Zeitaufwand: 2½–3 Stunden

#### Über den Nordhang
- Ausgangspunkt: Mot (1879 m) an der Julierstrasse
- Via: Alac
- Schwierigkeit: EB
- Zeitaufwand: 2½ Stunden

### Winterrouten

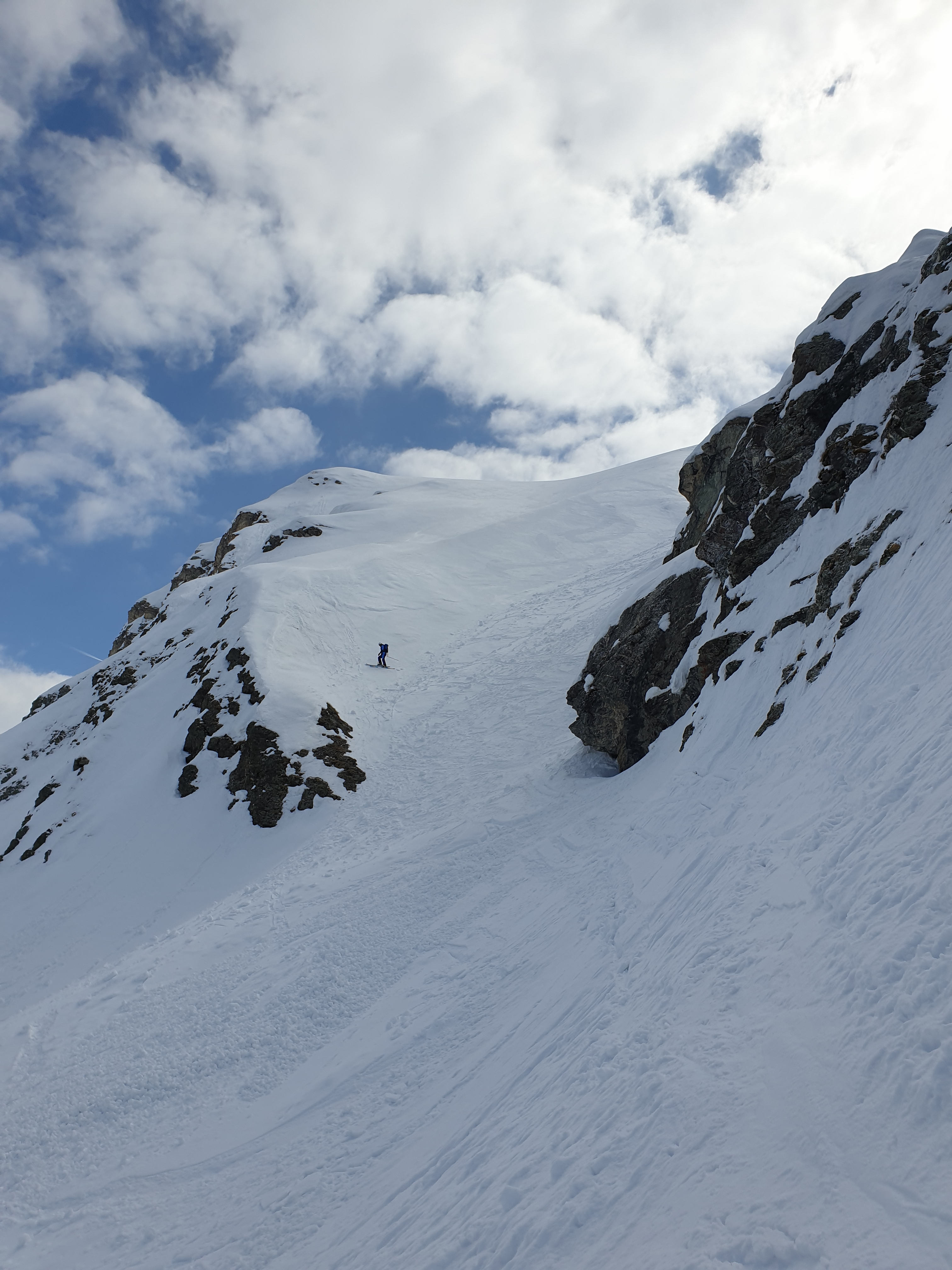
Skifahrer im Nordhang

#### Von Bivio
- Ausgangspunkt: Bivio (1769 m)
- Via: Tgavretga, Fumia, Mulde Emmat, Bocchetta d’Emmat
- Expositionen: S, W
- Schwierigkeit: WS-
- Zeitaufwand: 2½ Stunden

#### Abfahrt über die Nordflanke
Rassige Steilabfahrt, die einwandfreie Verhältnisse voraussetzt (35–40° auf 450 Hm). Die Abfahrtroute ist von der Julierpassstrasse gut einsehbar.
- Ziel: Bivio (1769 m)
- Via: Nordflanke, Alac, Trotg da n’Alac
- Expositionen: N
- Schwierigkeit: ZS+

## Galerie

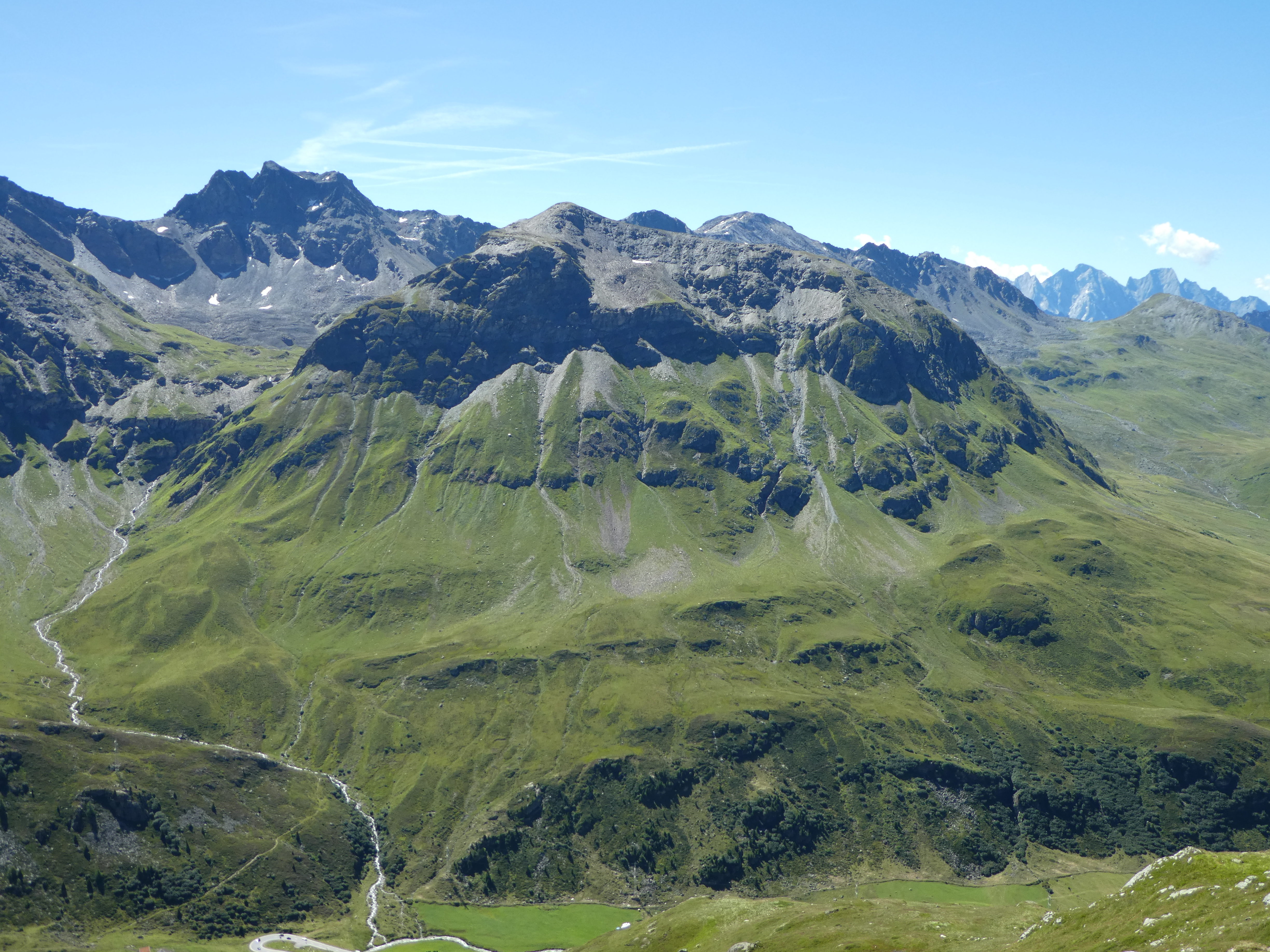
Nordseite der Roccabella.
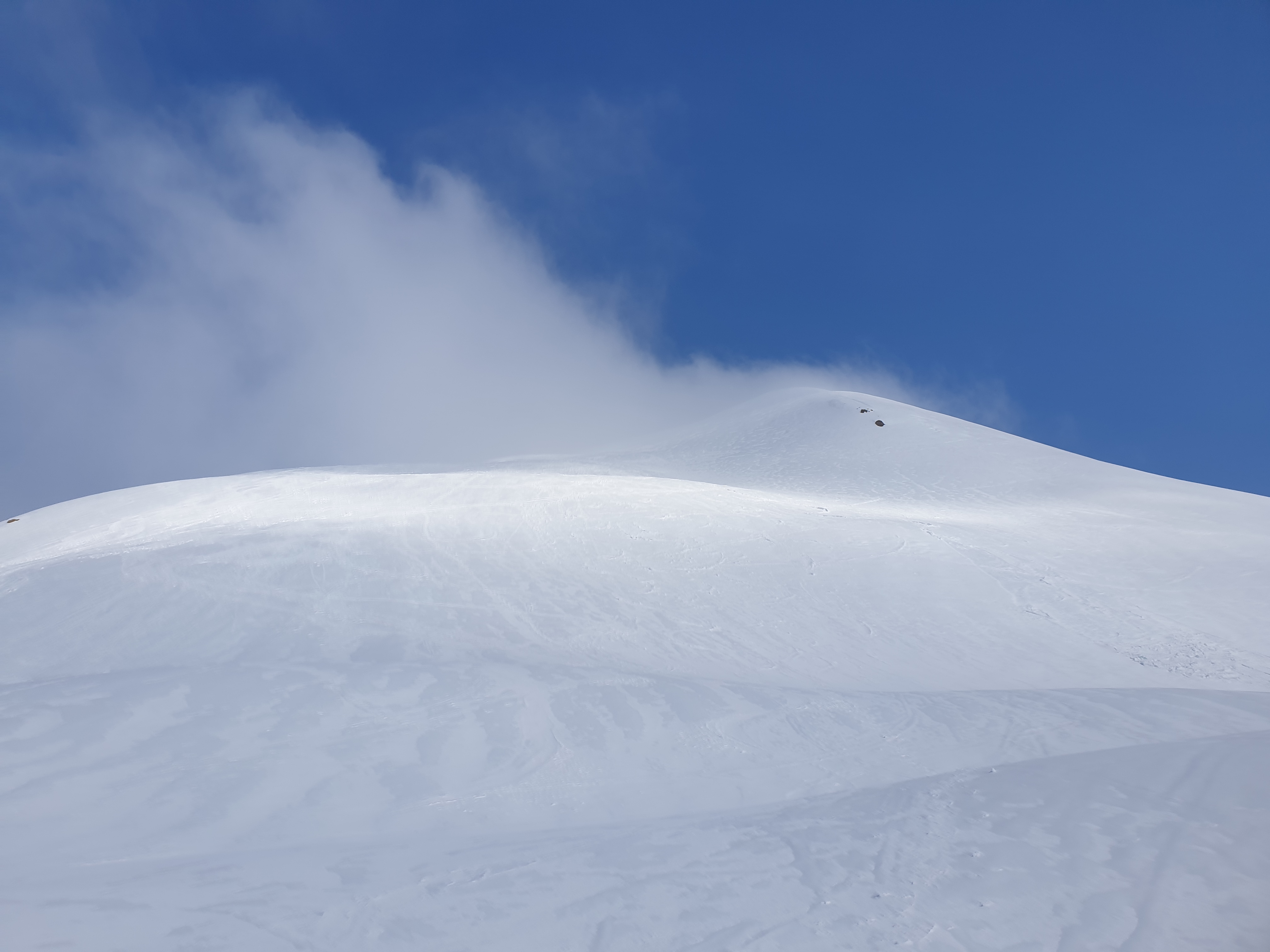
Der Südhang der Roccabella.
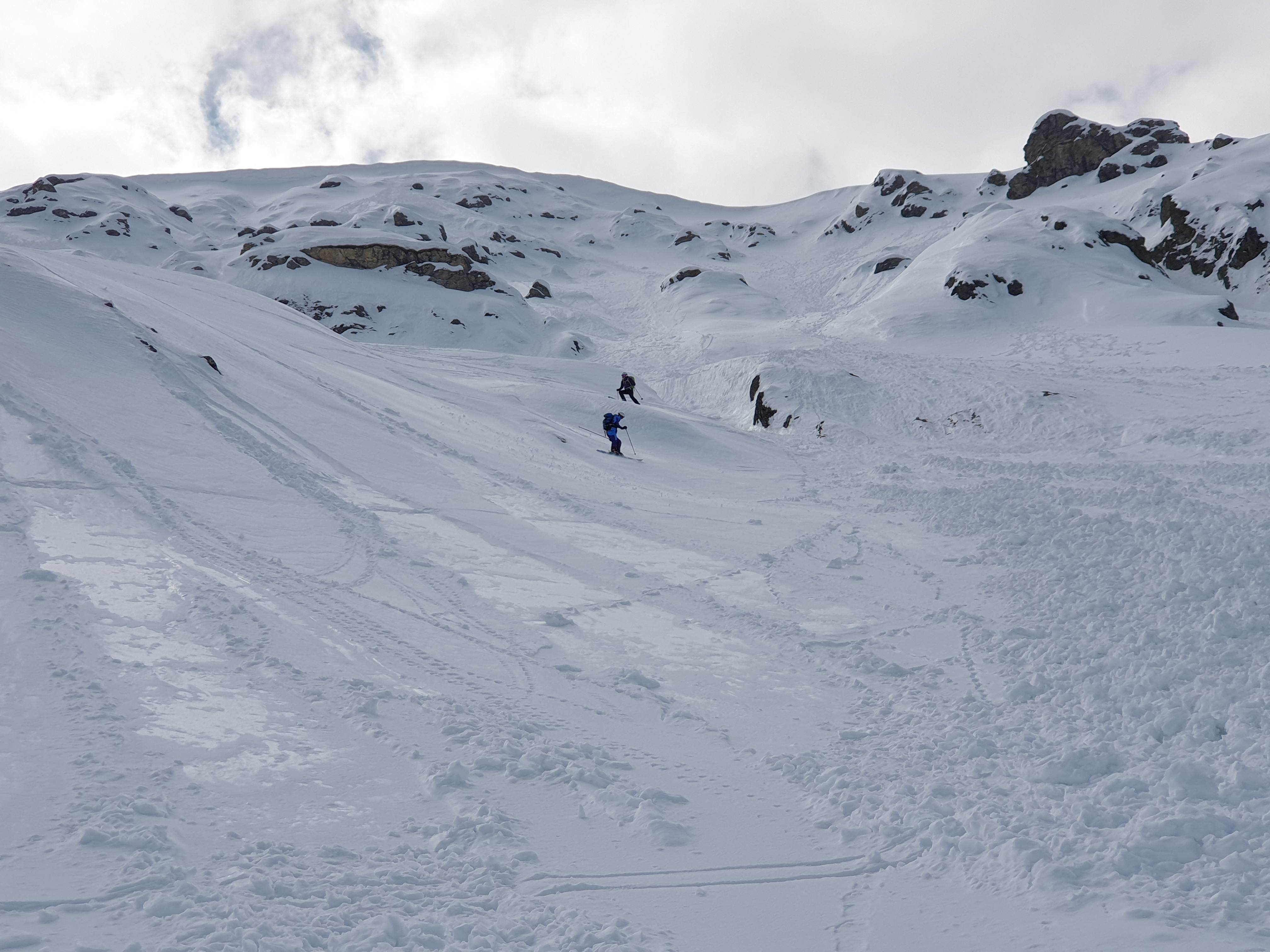
Skifahrer im Nordhang der Roccabella.
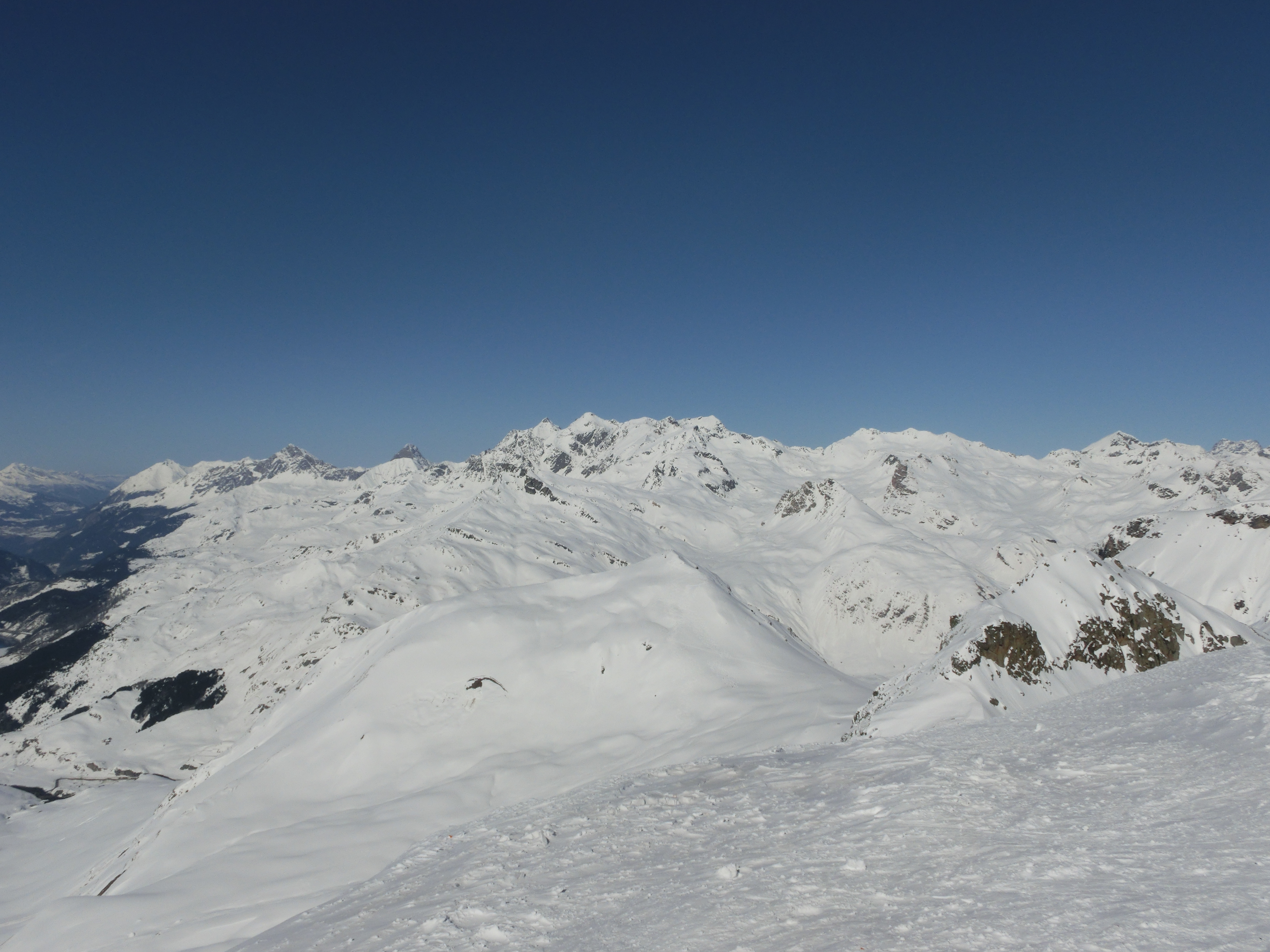
Die Roccabella, aufgenommen vom Piz Grevasalvas.
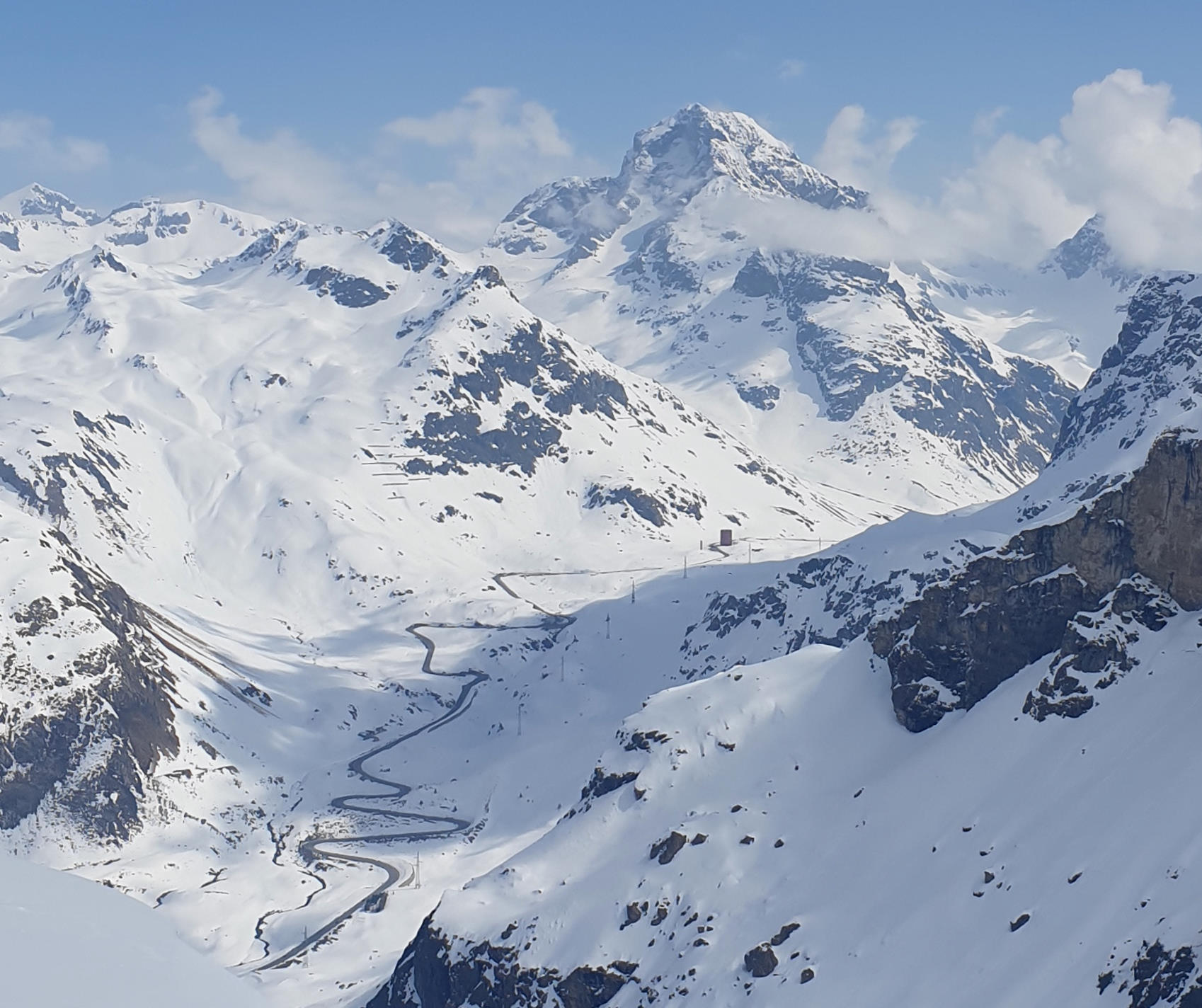
Blick zum Julierpass, dahinter der Piz Julier.
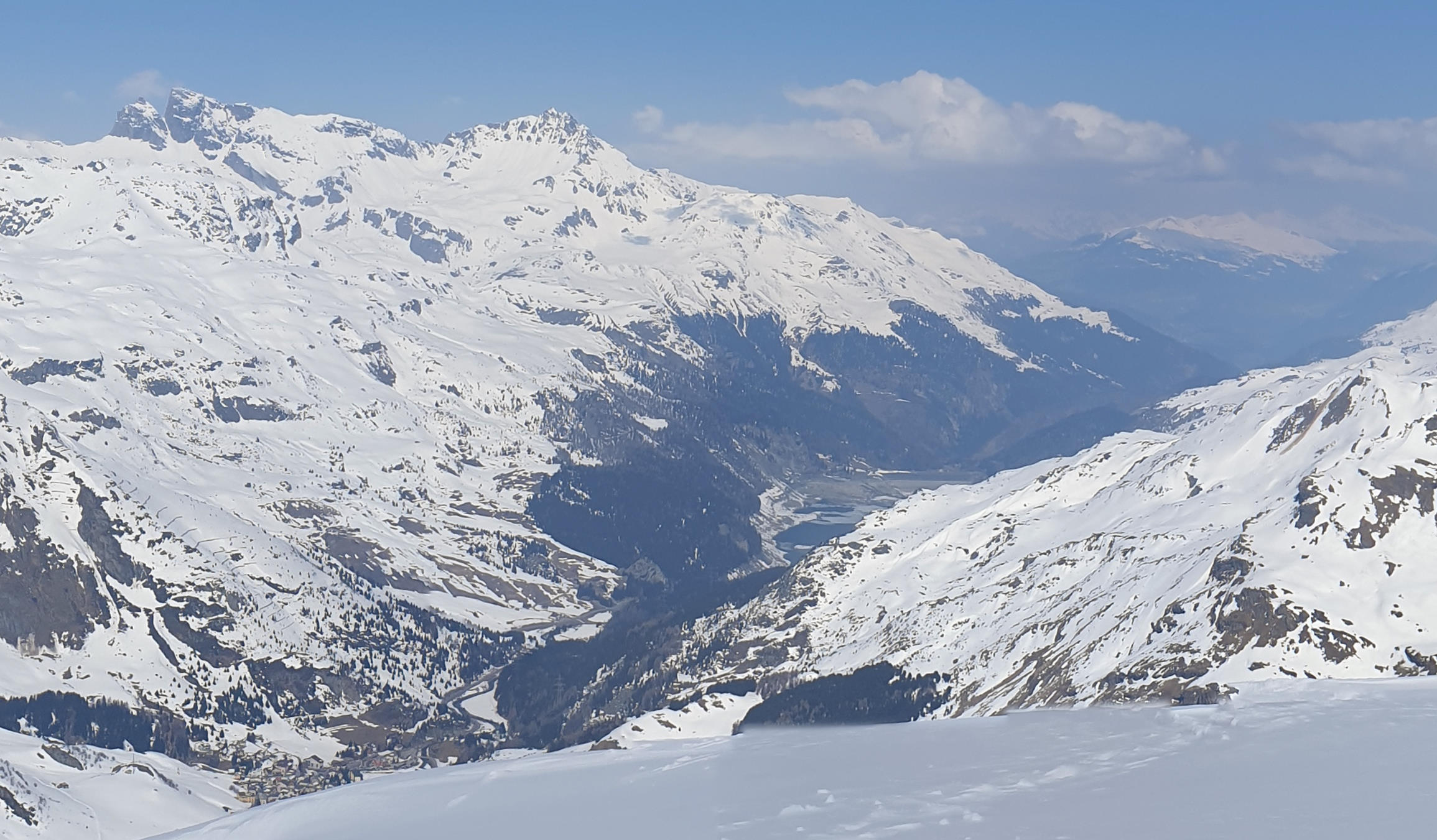
Blick hinunter ins Oberhalbstein